# James Laxton
Pour les articles homonymes, voir Laxton.
James Laxton, né à San Francisco  (États-Unis), est un directeur de la photographie américain.
Il est connu pour ses collaborations avec le cinéaste Barry Jenkins, en particulier pour son travail sur le film Moonlight (2016), pour lequel il a remporté un Independent Spirit Award et a été nommé pour la première fois à un Academy Award.

## Biographie
James Laxton a été marié avec la productrice Adele Romanski. 

## Filmographie
- 2003 : Little Brown Boy
- 2003 : My Josephine
- 2005 : The Unseen Kind-Hearted Beast
- 2008 : Medicine for Melancholy
- 2009 : A Young Couple
- 2010 : Eggshells for Soil
- 2010 : The Myth of the American Sleepover
- 2010 : The Violent Kind
- 2011 : Futurestates
- 2011 : Karma
- 2011 : Sawdust City
- 2011 : The Last Buffalo Hunt
- 2012 : American Sexy Phone
- 2012 : California Solo
- 2012 : Leave Me Like You Found Me
- 2012 : Mission Chinese
- 2012 : Rest (court métrage)
- 2012 : The Murder of Hi Good
- 2013 : Adult World
- 2013 : Bad Milo!
- 2013 : Dealin' with Idiots
- 2013 : Fête des Pets
- 2013 : Sarah Silverman's Perfect Night
- 2013 : The Moment (en)
- 2013 : Tradition Is a Temple : The Modern Masters of New Orleans
- 2013 : You and Your Fucking Coffee
- 2014 : Lemonade War
- 2014 : Rubberhead
- 2014 : The Guard
- 2014 : Tusk
- 2016 : Bernie Sanders Is the One for Me
- 2016 : Garfunkel and Oates: Trying to Be Special
- 2016 : Holidays
- 2016 : Moonlight
- 2016 : The Black Jacket
- 2016 : Welcome to the Last Bookstore
- 2016 : Yoga Hosers
- 2016 : Youth (court métrage)
- 2017 : Anything
- 2018 : Here and Now (série télévisée, 1 épisode)
- 2018 : Si Beale Street pouvait parler
- 2019 : Black Monday (série télévisée, 1 épisode)
- 2024 : Mufasa : Le Roi lion (Mufasa: The Lion King) de Barry Jenkins
- Date inconnue : Los Valientes